# Roland vanden Dorpe

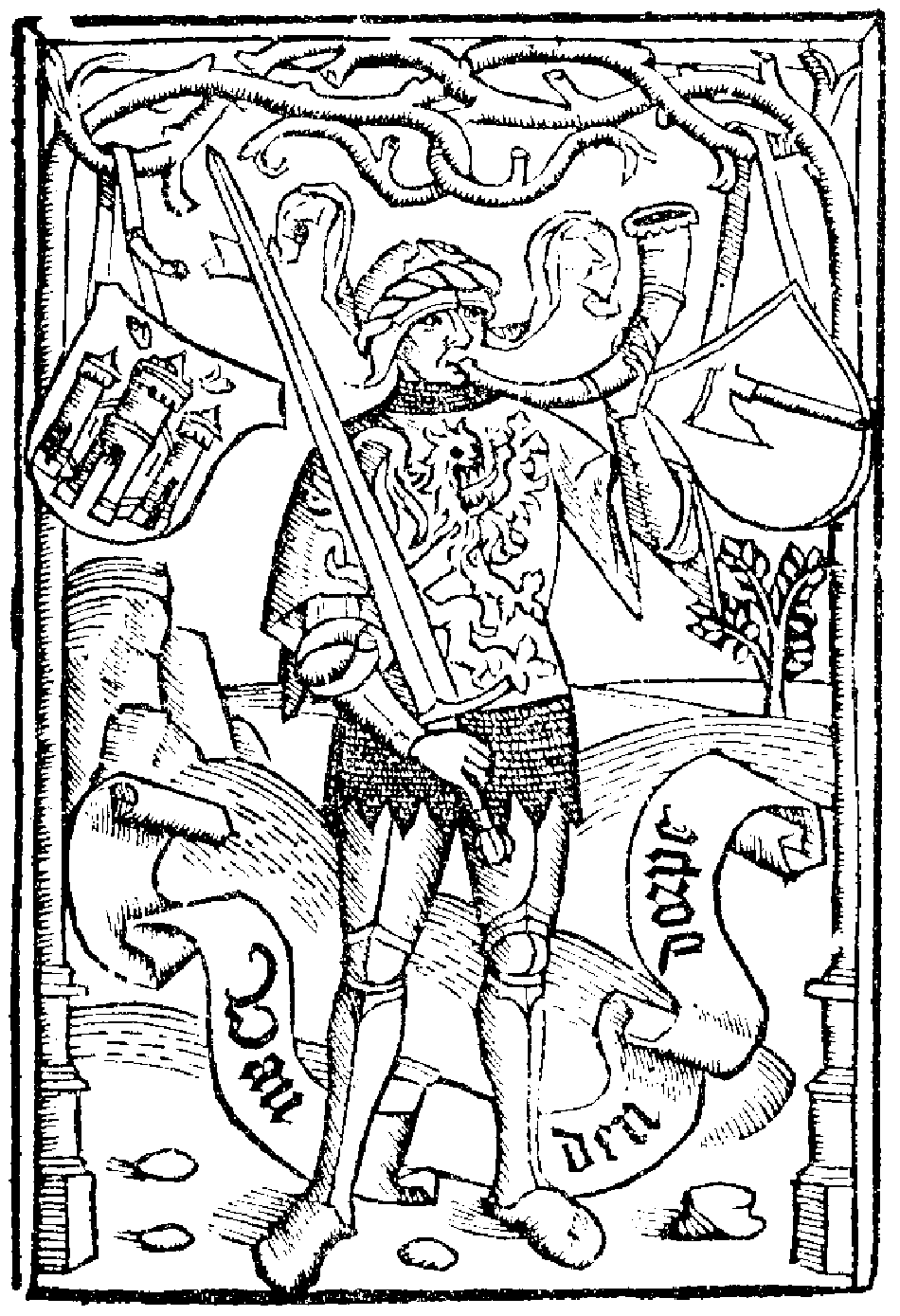
Drukkersmerk van Roland vanden Dorpe

Roland vanden Dorpe, achternaam soms gespeld als Van den Dorpe, (? - ca. 1500) was een boekhandelaar, drukker en uitgever te Antwerpen. Over zijn leven is zo goed als niets bekend. Zijn bedrijf was aanvankelijk gevestigd "in die Huyvettersstrate bi Onser Vrouwen Broeders" (misschien drukte hij voor dit klooster?), maar werd later verplaatst naar "Aen d'Yzeren Waghe".
Zijn drukkersmerk is een staande Roland, de legendarische markgraaf van Karel de Grote, met op zijn borst zijn wapenteken, de klimmende leeuw, in zijn rechterhand het zwaard Durendal en in zijn linkerhand de hoorn Olifant, waarop hij blaast. Het schild links met een stadspoort en daarboven twee losse handen stelt de stad Antwerpen voor die - naar men destijds dacht of wilde denken - haar naam dankte aan de hand van de reus die door Julius Caesar afgehakt en vervolgens in de Schelde geworpen zou zijn). Mogelijk moet de bijl op het rechter schild hiermee in verband gebracht worden.
De oudst bewaard gebleven druk, een stichtelijk werkje, getiteld Hoefkijn van devotien, dateert van 1496. Vanden Dorpes meesterwerk is Die alder excellenste cronyke van Brabant (1487), dat een uitklapbaar vel bevat, waarop de Brabantse genealogie gedetailleerd in beeld gebracht is. Een fraai exemplaar wordt bewaard op de Koninklijke Bibliotheek van België, signatuur Inc. B 1371.
Na zijn dood omstreeks 1500 heeft Vanden Dorpes weduwe het bedrijf ongeveer één jaar onder haar naam voortgezet. Daarna werd de drukkerij met letterkasten en houtsneden overgenomen door Jan van Doesborch, die vermoedelijk het drukkersvak van en bij Roland vanden Dorpe geleerd had.